# ساندور جاسبر
ساندور جاسبر (بالمجرية: Gáspár Sándor)‏ هو ممثل مجري، ولد في 9 أبريل 1956 في Szentes ‏ في المجر. من الجوائز التي نالها جائزة كوشوت ‏ سنة 2009.

## جوائز
- جائزة كوشوت [الإنجليزية]‏ (2009)

## وصلات خارجية
- ساندور جاسبر على موقع IMDb (الإنجليزية)
- ساندور جاسبر على موقع ألو سيني (الفرنسية)
- ساندور جاسبر على موقع أول موفي (الإنجليزية)
- ساندور جاسبر على موقع قاعدة بيانات الأفلام السويدية (السويدية)
- ساندور جاسبر على موقع قاعدة بيانات الفيلم (الإنجليزية)
- ساندور جاسبر على موقع كينوبويسك (الروسية)